# Eddy Wally
Eddy Wally, nacido como Eduard Van De Walle (Zelzate, Bélgica; 12 de julio de 1932 - ibidem, 6 de febrero de 2016) fue un cantante belga que se hizo popular en su país natal por temas como Chérie, Ik spring uit een vliegmachien (“Saltoa voladora”) y Dans Mi Amor.  Se hizo viral en todo el mundo con un vídeo subido a YouTube en 2007 donde sale diciendo “¡Wow!” y guiñando un ojo. Ese vídeo se hizo todo un fenómeno que su popularidad entre el público joven ha crecido durante los últimos años.
El cantante manifestó su interés por representar a Bélgica en el Festival de la Canción de Eurovisión 2010. Un asteroide lleva su nombre Eddy Wally (9205 Eddywally).
Eddy Wally falleció a los 83 años el 6 de febrero de 2016 a causa de una hemorragia cerebral.